# Castelo de Gavaudun

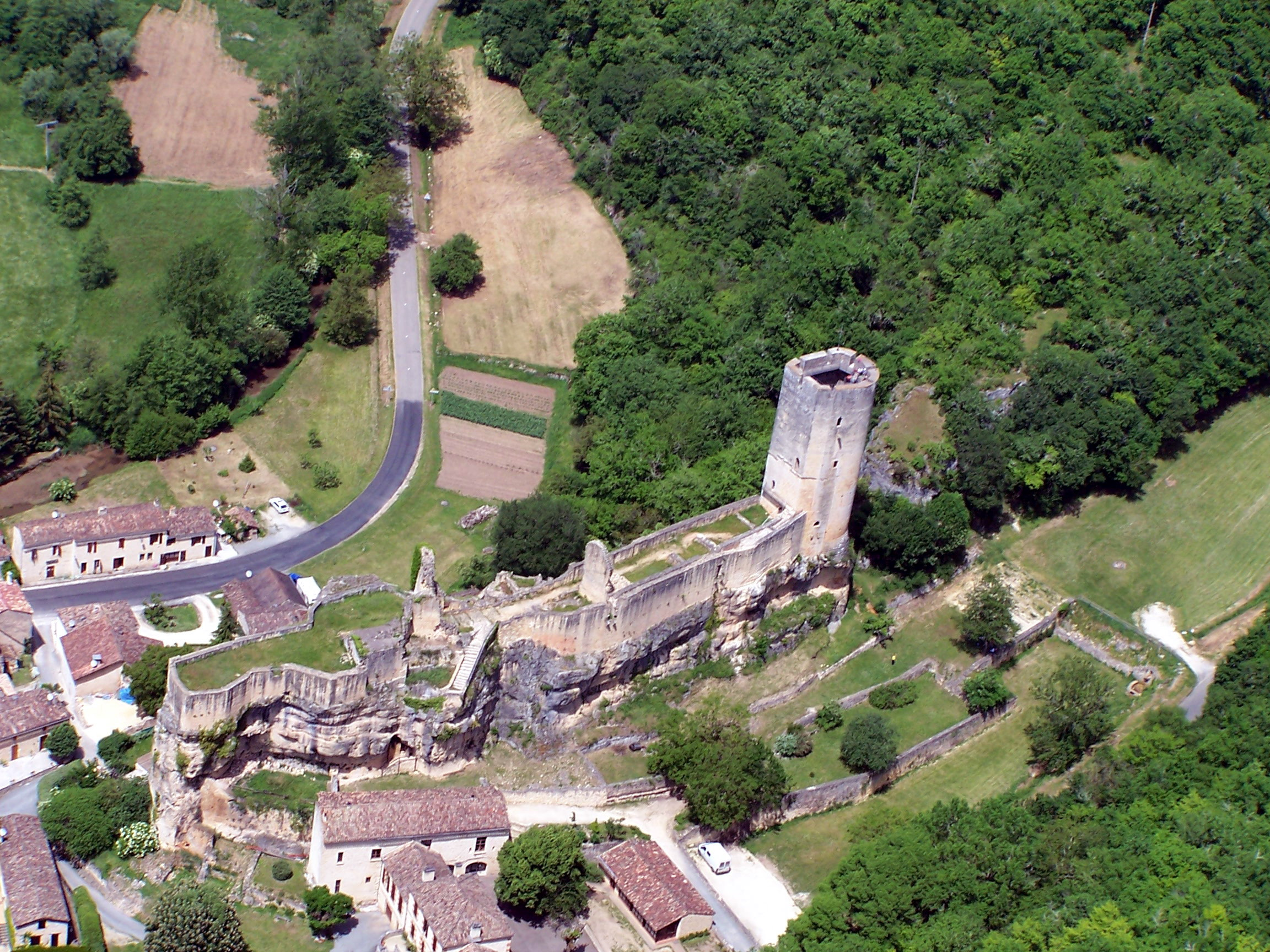
Château e vila de Gavaudun

O Château de Gavaudun é um castelo na aldeia de Gavaudun (Lot-et-Garonne, na França) no rio Lède, perto da região de Périgord noir. Foi construído numa formação rochosa. A imponente torre de menagem do século XIII ergue-se 25 metros acima do nível da rocha.
Nas proximidades estão o Château de Bonaguil e o Château de Biron.

## História
Durante a Guerra dos Cem Anos, foi de importância central no conflito entre a Inglaterra e a França.
O Château de Gavaudun está classificado pelo Ministério da Cultura da França como um monumento histórico desde 1862.